# Promachus calorificus
Promachus calorificus là một loài ruồi trong họ Asilidae. Promachus calorificus được Walker miêu tả năm 1860.